# لوفارچا آمتیستاس
لوفارچا آمتیستاس یک گونه شب‌پره (حشره) از خانواده برگ‌پیچان است که در آسام هند یافت می شود.